# James Thompson (autóversenyző)

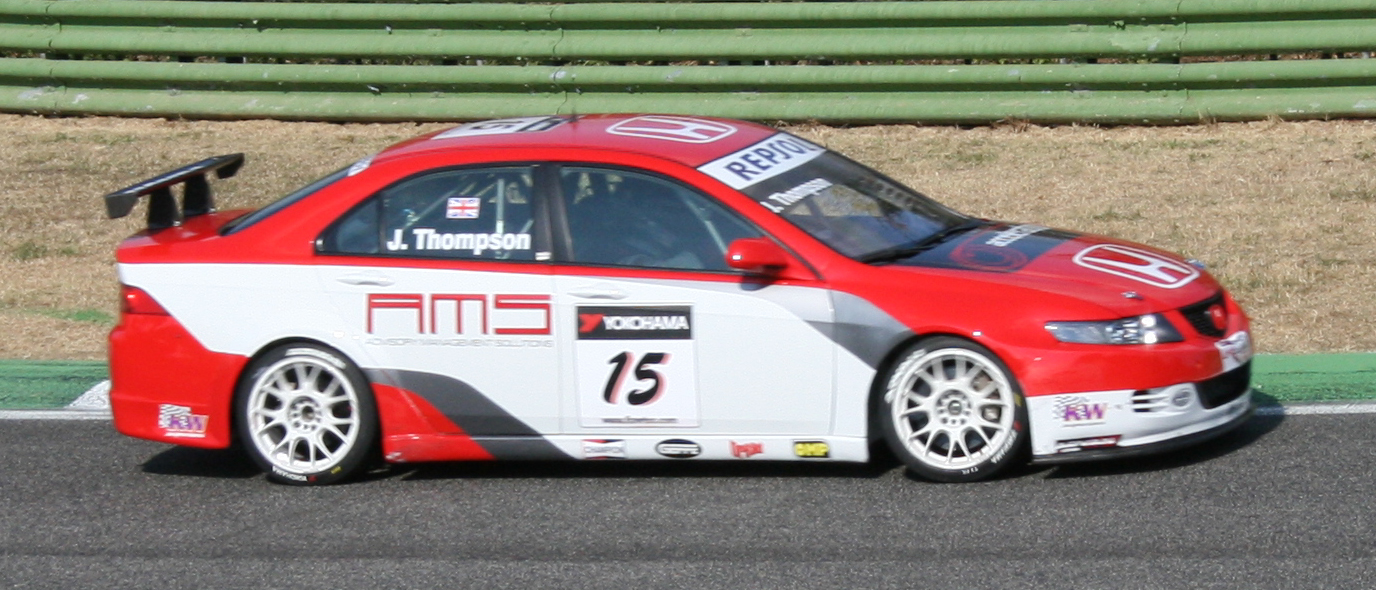
Hondában

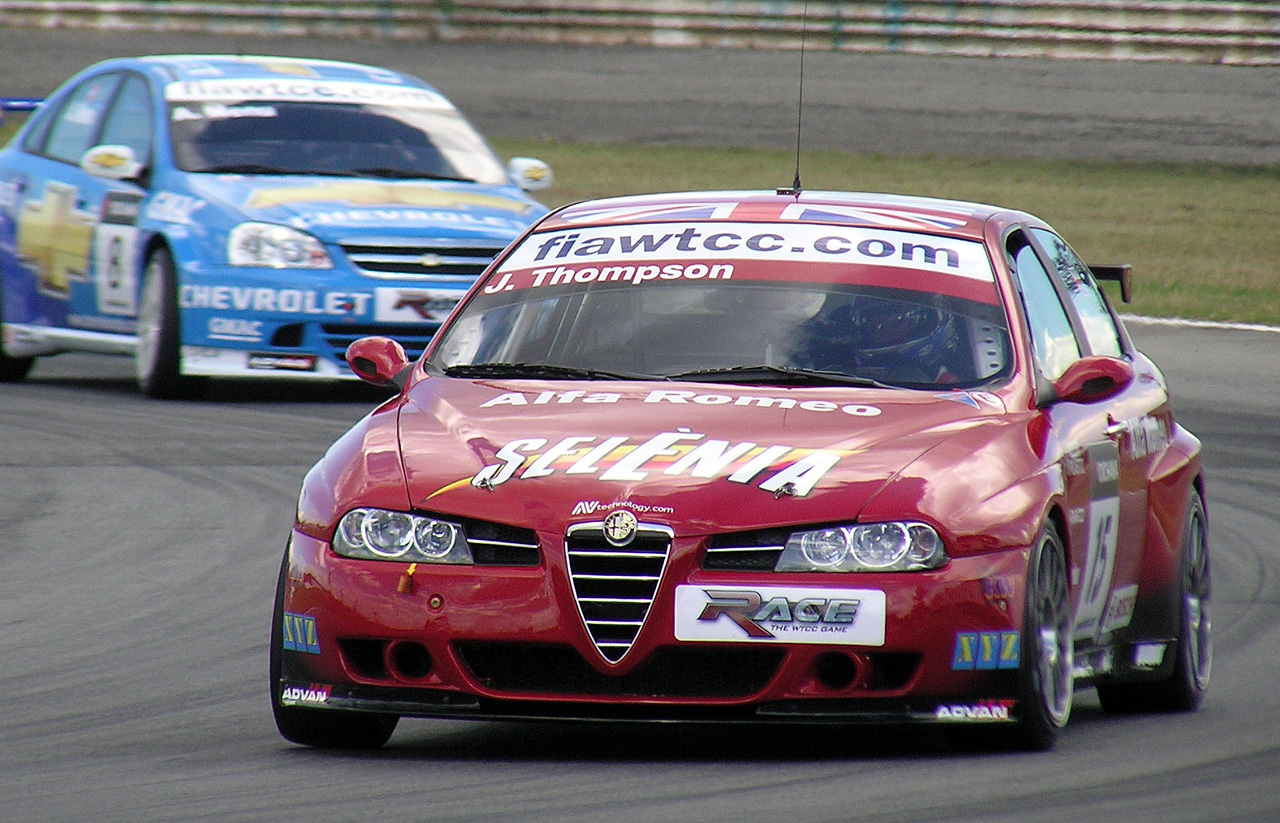
Alfa Romeóban (2005–2007)

James Thompson (York, 1974. április 26. –) brit autóversenyző.

## Pályafutása
Pályafutása elején brit túraautós bajnokságokban vett részt. A BTCC-ben 1994-ben kezdett versenyezni. Ezt a kategóriát 2002-ben és 2004-ben meg is nyerte. 2005-ben teljesítette első szezonját a Túraautó-világbajnokságban. Legeredményesebb éve 2007 volt, amikor harmadik lett a bajnokságban. 2008-ban már a Hondában versenyezett. Ebben a szezonban az imolai 2. futamon ráadásul megszerezte a Honda első győzelmét a WTCC-ben az Accorddal. 2009-ben egy új gyártó a Lada csapatába került ahol négy versenyhétvégén át hajtotta a még kiforratlan Priorát. Ennek ellenére az olasz nagydíjon mindkét futamon a 6. lett, megszerezve ezzel az orosz márka első pontjait a vb-n.
Ezek után Thompsont éveken keresztül nem láthattuk a WTCC mezőnyében. 2012-es visszatéréséig sokfelé megfordult. 2009-ben egy hétvége erejéig kipróbálta magát az ausztrál túraautó bajnokságban, a V8 Supercarsban, ahol a Philip Island-i versenyeken indult. 2011-ben néhány verseny erejéig visszament a BTCC-be is ahol egy Ford Focust terelgetett a pályán, de ezeken a futamokon nem ért el kiemelkedő eredményeket. Ugyan ebben az évben a svéd bajnokságban (STCC) futott egy fél szezont a Polestar Racing Volvo C30-ával és kétszer is a dobogóra állhatott.
2012-ben aztán ha csak egy hétvégére, de visszatért a WTCC-be, méghozzá pont a Hungaroringen, ahol is a Lada új autóját, a Grantát próbálhatta ki. Lévén új technikáról beszélünk különösebb eredményt nem ért el vele, ráadásul a 2. futamon össze is törte versenyautóját, miután összeakadt Wéber Gábor BMW-jével.
2013-ban már  ismét teljes szezont tudott futni a világbajnokságon a Lada gyári csapatával. A brit versenyző nagy reményeket táplált ezen szezon felé, hiszen az év elején rengeteget teszteltek Magny-Coura-ban. Az 1. forduló azonban eléggé gyorsan véget ért Thompson és az egész Lada csapat számára. Ennek okozója az orosz gárda másik pilótája, Alexei Dudukalo volt, aki az időmérő Q1-es szakaszában a célegyenes végén telibe trafálta csapattársát és ezzel olyan súlyos károk keletkeztek mind a kettő Grantában, hogy a vasárnapi futamokon végül egyikkel sem tudtak rajthoz állni (Dudukalot egyébként menesztették ezen meggondolatlan manővere után). Marokkóban viszont ismét mehetett Thompson, ezúttal új csapattárssal, a szintén orosz Mikhail Kozlovsky-val. A brit pilóta a sivatagi utcai pályán az 1. futamon pontot szerzett, míg a 2. futamon Fernando Monje hajtott bele és tette tönkre a brit versenyét. Thompson ezek után komolyan kiosztotta a fiatal spanyol pilótát. Ezután leghamarabb a Salzburgringen sikerült a pontszerzés, ott 9. lett Thompson, majd a csapat hazai versenyén Moszkvában egy remek 5. helyet ajándékozott az oroszoknak. Portó nehéz utcai pályáján is szárnyalt, hiszen két 6. helyet szerzett a Grantával. Suzukában is jól ment, ott 6. lett, míg Shanghajban egy 8. helyet szerzett. Az évzáró Makaó-i finálén is jól vezetett, de az 1. futamon érintőre vette a szalagkorlátot, ezért kiállt, a 2. futamon pedig a forrófejű Pepe Oriola lökte bele keményen a falba Thompsont, akit így a dobogós reményektől fosztott meg.
2014-ben már az új szabályrendszer alapján épített autók indulhattak a vb-n (igaz TC2-es kategória néven az 1.6 turbós kocsikkal is nevezhettek). Thompson erre az évre is maradt a Ladánál, a Granta azonban nehezen vette fel a versenyt a többi márka autóival. A marokkói kavarodásban azért Thompson összehozott egy 10. helyet, így rögtön pontot szerezvén az új szezonban. Franciaországban ismét pontot szerzett, majd ezután egy hosszú negatív sorozat következett számára. Leghamarabb augusztusban, Termasban szerzett pontot, ráadásul mindkét futamon. Ez megadta neki a lendületet és az ideiglenesen Sonoma helyett megrendezett Peking-i fordulón a legjobb hétvégéjét futotta, ugyanis egy 7. és egy 6. helyet hozott össze. Nagy kár, hogy ezzel is csapattársa Rob Huff árnyékába került, honfitársa ugyanis győzni tudott a Grantával. Makaóban jött még össze Thompsonnak egy 9. hely.
2015-ben már az új Lada Vestával állt rajthoz a brit pilóta. A szezonnyitón Argentínában mindkét futamon kiesett, baleset, valamint technikai hiba miatt. Marokkóban összehozott egy 7. helyet, de ez volt az utolsó hétvégéje a Ladánál, ugyanis az orosz csapat ezután menesztette Thompsont. Ezután pedig mivel nem kapott másik csapatnál állást, így kénytelen volt az év hátra lévő részét kihagynia.
2016-ban ismét visszatért a WTCC-be. A Münnich Motorsport csapatnál kapott lehetőséget, hogy a csapat egyetlen pilótáját (és egyben tulajdonosát) René Münnich-et helyettesítse a szezont hátralévő részében. Az első ilyen alkalom a Szlovákiaringen volt, ahol Thompson a már kissé kiöregedő Chevrolet Cruze-al nem tudott komoly eredményt elérni. Marokkóban az 1. futamon a fordított rajtrácsnak köszönhetően a pole-ból vághatott neki, de rögtön az első körben Hugo Valente kilökte és ezért kiesett a versenyből. A 2. futamon viszont bejött a 6. helyen megszerezve idei első pontjait. Moszkvában is nagyon szépen ment, a rossz időjárási körülmények ellenére is, hiszen egy 8. és egy 6. helyet szerzett a Chevrolet-el.
2018-ban a Túraautó-világkupa mezőnyét erősítette továbbra is a Münnich Motorsport színeiben. Az évet kettős pontszerzéssel kezdte Marokkóban. Ezt követően viszont halványabb teljesítményt nyújtott. Thompson legjobb eredménye egy 3. hely volt, amelyet a Circuit Park Zandvoort versenypályán szerzett meg. A szezon közepén elhagyta a csapatot, helyét a német Timo Scheider vette át.

## Eredményei

### Teljes Brit túraautó-bajnokság eredménysorozata
(Táblázat értelmezése)

(Félkövér: pole-pozícióból indult; dőlt: leggyorsabb kört futott) 

| Év   | Csapat              | Autó                  | 1        | 2        | 3        | 4        | 5        | 6        | 7        | 8         | 9        | 10       | 11       | 12       | 13       | 14       | 15       | 16       | 17       | 18        | 19       | 20        | 21       | 22       | 23        | 24        | 25       | 26       | 27    | 28       | 29       | 30       | Bün. | Helyezés | Pont |
| ---- | ------------------- | --------------------- | -------- | -------- | -------- | -------- | -------- | -------- | -------- | --------- | -------- | -------- | -------- | -------- | -------- | -------- | -------- | -------- | -------- | --------- | -------- | --------- | -------- | -------- | --------- | --------- | -------- | -------- | ----- | -------- | -------- | -------- | ---- | -------- | ---- |
| 1994 | Woodkirk Peugeot    | Peugeot 405 Mi16      | THR 1 Ki | BRH 1 16 | BRH 2 18 | SNE 1 Ki | SIL 1 21 | SIL 2 Ni | OUL 1    | DON 1     | DON 2    | BRH 1 18 | BRH 2 15 | SIL 1 10 | KNO 1 Ki | KNO 2 Ni | OUL 1 Ki | BRH 1 20 | BRH 2 Ki | SIL 1 18  | SIL 2 Ki | DON 1 16  | DON 2 19 |          |           |           |          |          |       |          |          |          |      | 24.      | 1    |
| 1995 | Vauxhall Sport      | Vauxhall Cavalier 16v | DON 1 7  | DON 2 7  | BRH 1 Ki | BRH 2    | THR 1 Ki | THR 2 1  | SIL 1 4  | SIL 2 Ki  | OUL 1 6  | OUL 2 4  | BRH 1 Ki | BRH 2    | DON 1 4  | DON 2 5  | SIL 1 3  | KNO 1    | KNO 2    | BRH 1     | BRH 2    | SNE 1     | SNE 2    | OUL 1    | OUL 2     | SIL 1     | SIL 2    |          |       |          |          |          |      | 7.       | 124  |
| 1996 | Vauxhall Sport      | Vauxhall Vectra       | DON 1 10 | DON 2 Ki | BRH 1 Ki | BRH 2 7  | THR 1 7  | THR 2 6  | SIL 1 6  | SIL 2 6   | OUL 1 17 | OUL 2 Ki | SNE 1    | SNE 2 4  | BRH 1 7  | BRH 2 5  | SIL 1 8  | SIL 2 7  | KNO 1 Ki | KNO 2 Ki  | OUL 1 Ki | OUL 2 6   | THR 1 Ki | THR 2    | DON 1 Ki  | DON 2 9   | BRH 1 Ni | BRH 2 Ni |       |          |          |          |      | 10.      | 83   |
| 1997 | Team Honda Sport    | Honda Accord          | DON 1 Ki | DON 2 6  | SIL 1 Ki | SIL 2 9  | THR 1 6  | THR 2 Ki | BRH 1 2  | BRH 2 1   | OUL 1 Ki | OUL 2    | DON 1 6  | DON 2 11 | CRO 1 5  | CRO 2    | KNO 1 6  | KNO 2 Ki | SNE 1 2  | SNE 2 4   | THR 1 3  | THR 2 3   | BRH 1 Ki | BRH 2 Ki | SIL 1 7   | SIL 2 4   |          |          |       |          |          |          |      | 5.       | 132  |
| 1998 | Team Honda Sport    | Honda Accord          | THR 1 3  | THR 2 3  | SIL 1 2  | SIL 2 9* | DON 1 2  | DON 2 4  | BRH 1 9  | BRH 2     | OUL 1 Ki | OUL 2 5  | DON 1 Ki | DON 2 Ki | CRO 1    | CRO 2 5  | SNE 1 4  | SNE 2 1* | THR 1 4  | THR 2 5*  | KNO 1 2  | KNO 2 Ki  | BRH 1 2  | BRH 2 9* | OUL 1     | OUL 2 Ki  | SIL 1    | SIL 2 4* |       |          |          |          |      | 3.       | 203  |
| 1999 | Team Honda Sport    | Honda Accord          | DON 1    | DON 2 2* | SIL 1 5  | SIL 2 4  | THR 1 5  | THR 2 8  | BRH 1 7  | BRH 2 6*  | OUL 1 11 | OUL 2 Ki | DON 1    | DON 2 3  | CRO 1    | CRO 2 2* | SNE 1 9  | SNE 2 15 | THR 1 7  | THR 2 Ret | KNO 1 14 | KNO 2 Ki  | BRH 1 3  | BRH 2 3  | OUL 1 Kiz | OUL 2 1*  | SIL 1 2  | SIL 2 9  |       |          |          |          |      | 4.       | 174  |
| 2000 | Redstone Team Honda | Honda Accord          | BRH 1 6  | BRH 2 Ki | DON 1    | DON 2    | THR 1    | THR 2    | KNO 1 6  | KNO 2 Kiz | OUL 1 4  | OUL 2 4  | SIL 1    | SIL 2 4  | CRO 1 7  | CRO 2 4  | SNE 1 Ki | SNE 2 3* | DON 1 3  | DON 2 5*  | BRH 1 6  | BRH 2 5*  | OUL 1 4  | OUL 2 5  | SIL 1 3   | SIL 2 8*  |          |          |       |          |          |          |      | 9.       | 129  |
| 2001 | egg:sport           | Vauxhall Astra Coupé  | BRH 1 3  | BRH 2 1* | THR 1 3  | THR 2 4  | OUL 1 8  | OUL 2    | SIL 1 5  | SIL 2 4   | MON 1 3  | MON 2 3  | DON 1    | DON 2 2* | KNO 1 7  | KNO 2 3  | SNE 1 6  | SNE 2 1* | CRO 1 5  | CRO 2 3*  | OUL 1 4  | OUL 2     | SIL 1 4  | SIL 2 1  | DON 1 Ret | DON 2     | BRH 1 5  | BRH 2 Ki |       |          |          |          |      | 3.       | 276  |
| 2002 | Vauxhall Motorsport | Vauxhall Astra Coupé  | BRH 1 Ki | BRH 2 1* | OUL 1 3  | OUL 2 7* | THR 1    | THR 2    | SIL 1 8  | SIL 2 1*  | MON 1 2  | MON 2    | CRO 1    | CRO 2 Ki | SNE 1    | SNE 2    | KNO 1 3  | KNO 2 3  | BRH 1 Hn | BRH 2 Ki  | DON 1    | DON 2 3   |          |          |           |           |          |          |       |          |          |          | −15  | 1.       | 183  |
| 2003 | VX Racing           | Vauxhall Astra Coupé  | MON 1 1* | MON 2 1* | BRH 1 5  | BRH 2    | THR 1 4  | THR 2 5  | SIL 1 1* | SIL 2     | ROC 1 5  | ROC 2 4  | CRO 1 2  | CRO 2    | SNE 1 2* | SNE 2 Ki | BRH 1 5  | BRH 2 10 | DON 1 2* | DON 2 3   | OUL 1 1* | OUL 2 Ki* |          |          |           |           |          |          |       |          |          |          |      | 2.       | 199  |
| 2004 | VX Racing           | Vauxhall Astra Coupé  | THR 1 1* | THR 2 Ki | THR 3    | BRH 1 4  | BRH 2    | BRH 3 1* | SIL 1 4  | SIL 2 1*  | SIL 3 7* | OUL 1 2  | OUL 2 5  | OUL 3    | MON 1 5  | MON 2    | MON 3 4  | CRO 1 4  | CRO 2 4  | CRO 3 4   | KNO 1 3  | KNO 2 Ki  | KNO 3 4  | BRH 1 3  | BRH 2 4   | BRH 3 12* | SNE 1 1* | SNE 2 7  | SNE 3 | DON 1 2* | DON 2 5  | DON 3    |      | 1.       | 274  |
| 2006 | SEAT Sport UK       | SEAT León             | BRH 1 1* | BRH 2 1* | BRH 3 5  | MON 1 3  | MON 2 Ki | MON 3 4  | OUL 1 11 | OUL 2 4   | OUL 3 2* | THR 1    | THR 2    | THR 3    | CRO 1 2* | CRO 2 5  | CRO 3 1* | DON 1    | DON 2    | DON 3     | SNE 1 2  | SNE 2     | SNE 3 2  | KNO 1    | KNO 2     | KNO 3     | BRH 1    | BRH 2    | BRH 3 | SIL 1 5  | SIL 2 Ki | SIL 3 5  |      | 6.       | 162  |
| 2009 | Team Dynamics       | Honda Civic           | BRH 1    | BRH 2    | BRH 3    | THR 1 11 | THR 2 7  | THR 3    | DON 1 1* | DON 2 1*  | DON 3 6  | OUL 1 8  | OUL 2 7  | OUL 3 1* | CRO 1 11 | CRO 2 9  | CRO 3 2* | SNE 1 Ki | SNE 2 4  | SNE 3 5   | KNO 1 Ki | KNO 2 6   | KNO 3 6* | SIL 1    | SIL 2     | SIL 3     | ROC 1    | ROC 2    | ROC 3 | BRH 1    | BRH 2    | BRH 3    |      | 9.       | 114  |
| 2011 | Airwaves Racing     | Ford Focus ST         | BRH 1    | BRH 2    | BRH 3    | DON 1    | DON 2    | DON 3    | THR 1    | THR 2     | THR 3    | OUL 1    | OUL 2    | OUL 3    | CRO 1    | CRO 2    | CRO 3    | SNE 1    | SNE 2    | SNE 3     | KNO 1    | KNO 2     | KNO 3    | ROC 1    | ROC 2     | ROC 3     | BRH 1    | BRH 2    | BRH 3 | SIL 1 Ki | SIL 2 Ki | SIL 3 18 |      | 25.      | 1    |

 *   A versenyző legalább egy körön át vezette versenyt, ezért további pontokban részesült.

### Teljes Super Tourenwagen Cup eredménysorozata
| Év   | Csapat           | Autó         | 1     | 2     | 3     | 4     | 5     | 6     | 7     | 8     | 9     | 10    | 11    | 12    | 13    | 14    | 15    | 16    | 17    | 18    | 19      | 20      | Helyezés | Pont |
| ---- | ---------------- | ------------ | ----- | ----- | ----- | ----- | ----- | ----- | ----- | ----- | ----- | ----- | ----- | ----- | ----- | ----- | ----- | ----- | ----- | ----- | ------- | ------- | -------- | ---- |
| 1997 | Team Honda Sport | Honda Accord | HOC 1 | HOC 2 | ZOL 1 | ZOL 2 | NÜR 1 | NÜR 2 | SAC 1 | SAC 2 | NOR 1 | NOR 2 | WUN 1 | WUN 2 | ZWE 1 | ZWE 2 | SAL 1 | SAL 2 | REG 1 | REG 2 | NÜR 1 8 | NÜR 2 7 | 27.      | 41   |

### Teljes DTM eredménysorozata
| Év   | Csapat         | Autó          | 1     | 2     | 3        | 4        | 5     | 6     | 7     | 8     | 9        | 10       | 11      | 12      | 13      | 14       | 15       | 16       | 17       | 18      | Helyezés | Pont |
| ---- | -------------- | ------------- | ----- | ----- | -------- | -------- | ----- | ----- | ----- | ----- | -------- | -------- | ------- | ------- | ------- | -------- | -------- | -------- | -------- | ------- | -------- | ---- |
| 2000 | Abt Sportsline | Abt-Audi TT-R | HOC 1 | HOC 2 | OSC 1 17 | OSC 2 Ni | NOR 1 | NOR 2 | SAC 1 | SAC 2 | NÜR 1 12 | NÜR 2 16 | LAU 1 T | LAU 2 T | OSC 1 9 | OSC 2 Ki | NÜR 1 15 | NÜR 2 Ki | HOC 1 13 | HOC 2 9 | 18.      | 4    |

### Teljes Európai túraautó-bajnokság eredménysorozata
| Év   | Csapat                   | Autó               | 1     | 2     | 3     | 4     | 5     | 6     | 7     | 8     | 9     | 10    | 11    | 12      | 13      | 14      | 15    | 16    | 17      | 18      | 19       | 20       | Helyezés | Pont |
| ---- | ------------------------ | ------------------ | ----- | ----- | ----- | ----- | ----- | ----- | ----- | ----- | ----- | ----- | ----- | ------- | ------- | ------- | ----- | ----- | ------- | ------- | -------- | -------- | -------- | ---- |
| 2001 | JAS Motorsport Italia IP | Honda Accord       | MNZ 1 | MNZ 2 | BRN 1 | BRN 2 | MAG 1 | MAG 2 | SIL 1 | SIL 2 | ZOL 1 | ZOL 2 | HUN 1 | HUN 2   | A1R 1   | A1R 2   | NÜR 1 | NÜR 2 | JAR 1 2 | JAR 2 4 | EST 1 24 | EST 2    | 20.      | 107  |
| 2003 | GTA Racing Team Nordauto | Alfa Romeo 156 GTA | VAL 1 | VAL 2 | MAG 1 | MAG 2 | PER 1 | PER 2 | BRN 1 | BRN 2 | DON 1 | DON 2 | SPA 1 | SPA 2   | AND 1   | AND 2   | OSC 1 | OSC 2 | EST 1 8 | EST 2 8 | MNZ 1    | MNZ 2 Ki | 12.      | 12   |
| 2004 | AutoDelta Squadra Corse  | Alfa Romeo 156     | MNZ 1 | MNZ 2 | VAL 1 | VAL 2 | MAG 1 | MAG 2 | HOC 1 | HOC 2 | BRN 1 | BRN 2 | DON 1 | DON 2 3 | SPA 1 9 | SPA 2 8 | IMO 1 | IMO 2 | OSC 1 5 | OSC 2 5 | DUB 1 3  | DUB 2 3  | 9.       | 37   |

### Teljes túraautó-világbajnokság eredménysorozata
(Táblázat értelmezése)

(Félkövér: pole-pozícióból indult; dőlt: leggyorsabb kört futott) 

| Év   | Csapat                          | Autó                    | 1   | 1   | 2   | 2   | 3   | 3   | 4   | 4   | 5   | 5   | 6   | 6   | 7   | 7   | 8   | 8   | 9   | 9   | 10  | 10  | 11  | 11  | 12  | 12  | Helyezés | Pont |
| 2005 | Squadra Corse Alfa Romeo        | Alfa Romeo 156          | MON | MON | MGN | MGN | SLV | SLV | IMO | IMO | PUE | PUE | SPA | SPA | OSC | OSC | IST | IST | VAL | VAL | MAC | MAC |     |     |     |     | 8.       | 53   |
| ---- | ------------------------------- | ----------------------- | --- | --- | --- | --- | --- | --- | --- | --- | --- | --- | --- | --- | --- | --- | --- | --- | --- | --- | --- | --- | --- | --- | --- | --- | -------- | ---- |
| 2005 | Squadra Corse Alfa Romeo        | Alfa Romeo 156          | 7   | 1   | 11  | 9   | 2   | Ki  | 7   | 21† | 4   | 4   | 5   | 7   | 19  | Ki  | 2   | 4   | Ki  | 15  | 7   | Ki  |     |     |     |     | 8.       | 53   |
| 2006 | SEAT Sport                      | SEAT León               | MON | MON | MGN | MGN | BRA | BRA | OSC | OSC | CUR | CUR | PUE | PUE | BRN | BRN | IST | IST | VAL | VAL | MAC | MAC |     |     |     |     | 8.       | 54   |
| 2006 | SEAT Sport                      | SEAT León               | 3   | 9   | 7   | 4   | 3   | 3   | 5   | 6   | 5   | 4   | 5   | 5   | 14  | 24† | 17  | 13  | 9   | 12  | 10  | 4   |     |     |     |     | 8.       | 54   |
| 2007 | N.Technology                    | Alfa Romeo 156          | CUR | CUR | ZAN | ZAN | VAL | VAL | PAU | PAU | BRN | BRN | POR | POR | AND | AND | OSC | OSC | BRA | BRA | MON | MON | MAC | MAC |     |     | 3.       | 79   |
| 2007 | N.Technology                    | Alfa Romeo 156          | Ki  | 11  | 13  | 19  | 1   | 1   | 10  | 7   | 9   | 5   | 10  | 10  | 3   | 5   | 3   | 4   | 2   | 8   | 3   | 3   | 5   | 3   |     |     | 3.       | 79   |
| 2008 | N.Technology                    | Honda Accord Euro R     | CUR | CUR | PUE | PUE | VAL | VAL | PAU | PAU | BRN | BRN | EST | EST | BRA | BRA | OSC | OSC | IMO | IMO | MON | MON | OKA | OKA | MAC | MAC | 15.      | 25   |
| 2008 | N.Technology                    | Honda Accord Euro R     |     |     |     |     | 11  | 11  | 11  | 8   | 7   | 9   | Ni  | Ni  | 10  | 14  | 15  | Ki  | 3   | 1   | Ki  | 11  | 17  | 4   | 8   | 14† | 15.      | 25   |
| 2009 | Lada Sport                      | Lada Priora             | CUR | CUR | PUE | PUE | MAR | MAR | PAU | PAU | VAL | VAL | BRN | BRN | POR | POR | BRA | BRA | OSC | OSC | IMO | IMO | OKA | OKA | MAC | MAC | 17.      | 6    |
| 2009 | Lada Sport                      | Lada Priora             |     |     |     |     |     |     |     |     |     |     |     |     | 18  | 15  | 18  | 22  |     |     | 6   | 6   | 11  | Ki  | Ni  | Ni  | 17.      | 6    |
| 2012 | Lada Sport                      | Lada Granta WTCC        | MON | MON | VAL | VAL | MAR | MAR | SVK | SVK | HUN | HUN | AUT | AUT | POR | POR | CUR | CUR | USA | USA | SUZ | SUZ | CHN | CHN | MAC | MAC | Hn       | 0    |
| 2012 | Lada Sport                      | Lada Granta WTCC        |     |     |     |     |     |     | Ki  | Ki  |     |     | 17† | 11  |     |     |     |     |     |     |     |     |     |     |     |     | Hn       | 0    |
| 2013 | Lada Sport Lukoil               | Lada Granta WTCC        | MON | MON | MAR | MAR | SVK | SVK | HUN | HUN | AUT | AUT | RUS | RUS | POR | POR | ARG | ARG | USA | USA | SUZ | SUZ | CHN | CHN | MAC | MAC | 14.      | 41   |
| 2013 | Lada Sport Lukoil               | Lada Granta WTCC        | Ni  | Ni  | 10  | Ki  | 13  | 14  | Ki  | 12  | 9   | 12  | 5   | Ki  | 6   | 6   | Ki  | 20† | 14  | 16  | 6   | 11  | 8   | 17  | Ki  | Ki  | 14.      | 41   |
| 2014 | Lada Sport Lukoil               | Lada Granta 1.6T        | MAR | MAR | PAU | PAU | HUN | HUN | SVK | SVK | AUT | AUT | RUS | RUS | BEL | BEL | ARG | ARG | CHN | CHN | CHN | CHN | SUZ | SUZ | MAC | MAC | 15.      | 22   |
| 2014 | Lada Sport Lukoil               | Lada Granta 1.6T        | 10  | Ni  | 10  | 13  | Kiz | Kiz | Kiz | T   | 13  | Ki  | 14  | 12  | 17  | 15  | 10  | 9   | 7   | 6   | Ki  | 10  | 13  | 12  | 11  | 9   | 15.      | 22   |
| 2015 | Lada Sport Rosneft              | Lada Vesta WTCC         | ARG | ARG | MAR | MAR | HUN | HUN | GER | GER | RUS | RUS | SVK | SVK | PAU | PAU | POR | POR | JPN | JPN | CHN | CHN | THA | THA | QAT | QAT | 17.      | 6    |
| 2015 | Lada Sport Rosneft              | Lada Vesta WTCC         | Hn  | Ki  | 11  | 7   |     |     |     |     |     |     |     |     |     |     |     |     |     |     |     |     |     |     |     |     | 17.      | 6    |
| 2016 | ALL-INKL.COM Münnich Motorsport | Chevrolet RML Cruze TC1 | FRA | FRA | SVK | SVK | HUN | HUN | MAR | MAR | GER | GER | RUS | RUS | POR | POR | ARG | ARG | JPN | JPN | CHN | CHN | THA | THA | QAT | QAT | 14.      | 26   |
| 2016 | ALL-INKL.COM Münnich Motorsport | Chevrolet RML Cruze TC1 |     |     | 16  | 11  |     |     | Ki  | 6   |     |     | 8   | 6   | 11  | 11  | 9   | 11  | 13  | 12  | 12  | 14  | T   | T   | 10  | 10  | 14.      | 26   |

 †  A versenyt nem fejezte be, de helyezését értékelték, mert a versenytáv több, mint 75%-át teljesítette.

### Teljes skandináv túraautó-bajnokság eredménysorozata
| Év   | Csapat          | Autó      | 1       | 2       | 3        | 4        | 5       | 6       | 7       | 8       | 9        | 10      | 11    | 12    | 13    | 14    | 15    | 16    | 17    | 18    | DC  | Points |
| ---- | --------------- | --------- | ------- | ------- | -------- | -------- | ------- | ------- | ------- | ------- | -------- | ------- | ----- | ----- | ----- | ----- | ----- | ----- | ----- | ----- | --- | ------ |
| 2011 | Polestar Racing | Volvo C30 | JYL 1 3 | JYL 2 8 | KNU 1 18 | KNU 2 11 | MAN 1 5 | MAN 2 5 | GÖT 1 3 | GÖT 2 6 | FAL 1 Ki | FAL 2 9 | KAR 1 | KAR 2 | JYL 1 | JYL 2 | KNU 1 | KNU 2 | MAN 1 | MAN 2 | 12. | 64     |

### Teljes V8 Supercar eredménysorozata
| Év   | Csapat                        | 1      | 2      | 3      | 4      | 5      | 6      | 7      | 8      | 9      | 10      | 11      | 12      | 13      | 14      | 15      | 16      | 17       | 18         | 19         | 20      | 21      | 22      | 23      | 24      | 25      | 26      | 27      | Helyezés | Pont |
| ---- | ----------------------------- | ------ | ------ | ------ | ------ | ------ | ------ | ------ | ------ | ------ | ------- | ------- | ------- | ------- | ------- | ------- | ------- | -------- | ---------- | ---------- | ------- | ------- | ------- | ------- | ------- | ------- | ------- | ------- | -------- | ---- |
| 2009 | Triple Eight Race Engineering | ADE R1 | ADE R2 | HAM R3 | HAM R4 | WIN R5 | WIN R6 | SYM R7 | SYM R8 | HDV R9 | HDV R10 | TOW R11 | TOW R12 | SAN R13 | SAN R14 | QLD R15 | QLD R16 | PHI Q 26 | PHI R17 21 | BAT R18 Ki | SUR R19 | SUR R20 | PHI R21 | PHI R22 | PTH R23 | PTH R24 | SYD R25 | SYD R26 | 50.      | 180  |

### Teljes Bathurst 1000 eredménysorozata
| Év   | Csapat                        | Autó           | Csapattárs     | Helyezés | Körök |
| ---- | ----------------------------- | -------------- | -------------- | -------- | ----- |
| 2009 | Triple Eight Race Engineering | Ford FG Falcon | Allan Simonsen | Kiesett  | 152   |

### Teljes túraautó-világkupa eredménysorozata
(Táblázat értelmezése)

(Félkövér: pole-pozícióból indult; dőlt: leggyorsabb kört futott) 

| 14 | 6 | 8 | 12 | Hn | 7 | 22 | Kiz | 19 | 12 | 3 | 9 | Ki | Ni | Ni |  |  |  |  |  |  |  |  |  |  |  |  |  |  |

## Külső hivatkozások
- James Thompson BTCC-s ismertetője